# Granville, New South Wales
Granville este o suburbie în Sydney, Australia.